# 统帅堂

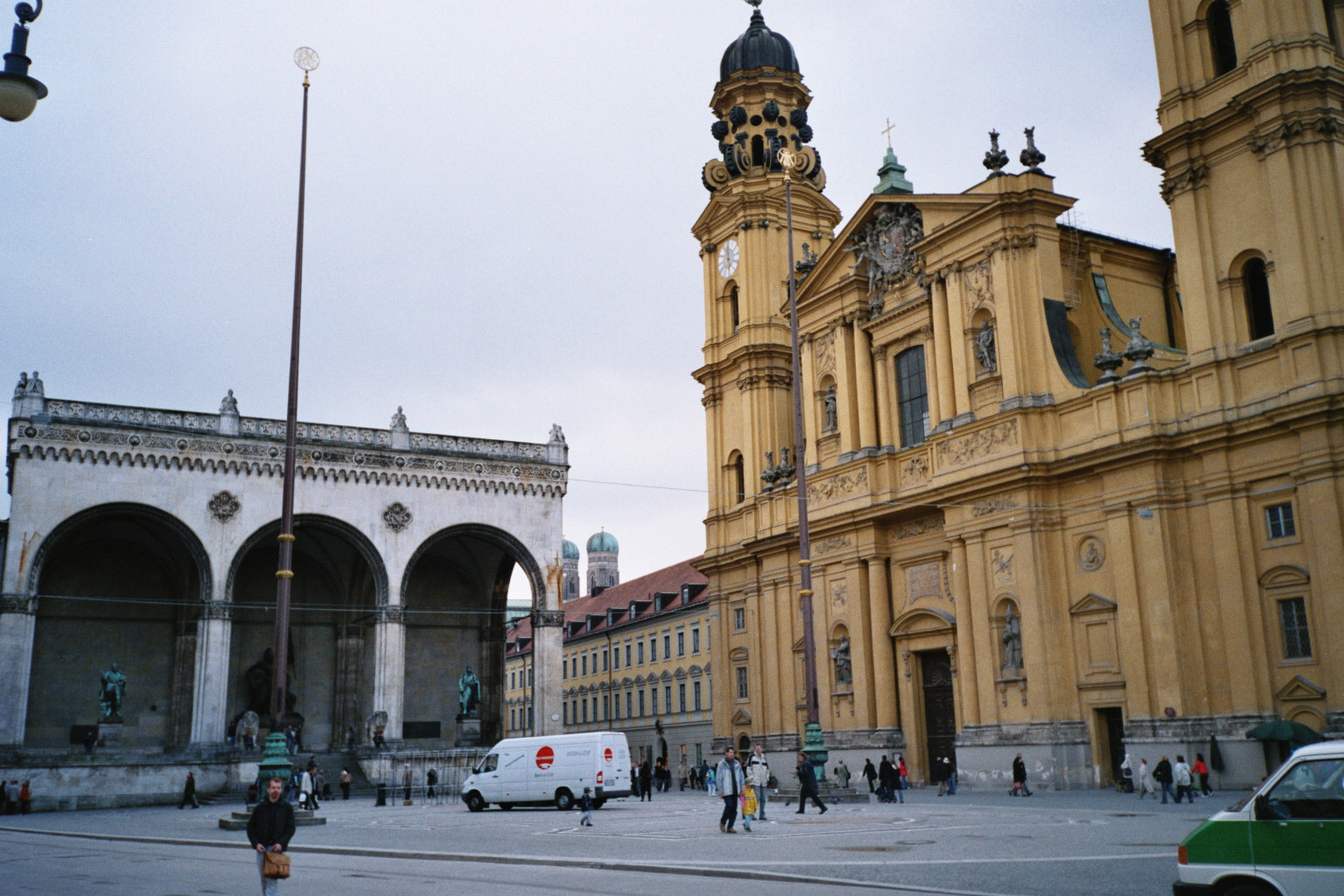
统帅堂（左）和铁阿提纳教堂（右）

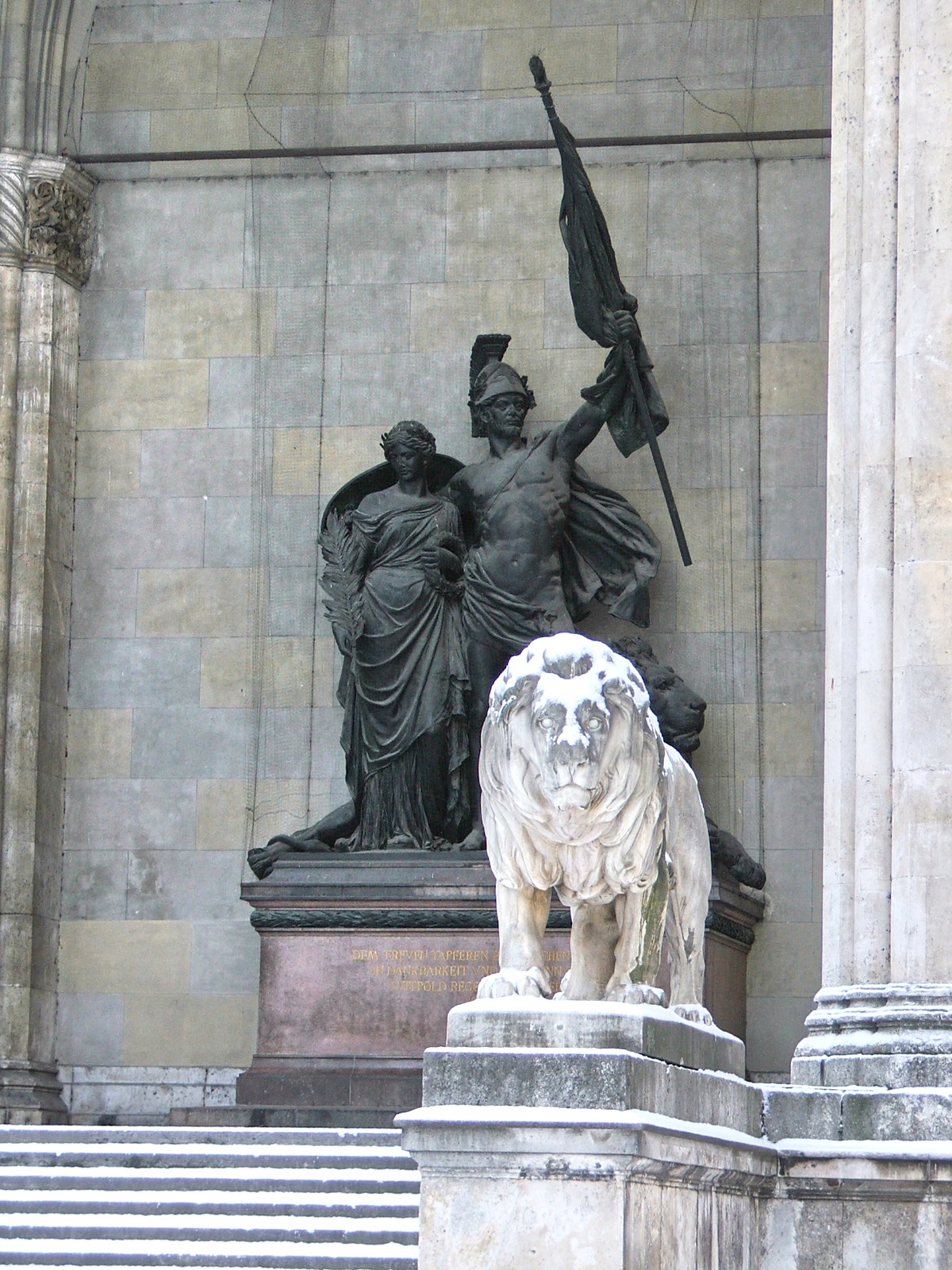
统帅堂

统帅堂（Feldherrnhalle）是德国慕尼黑路德维希大街南端的音乐厅广场的一个凉廊，是为缅怀当时巴伐利亚君主时代的辉煌军事胜利而模仿佛罗伦萨的佣兵凉廊兴建于1841年到1844年。 
1923年11月9日上午，希特勒的纳粹党褐衫队发动“向慕尼黑前进”。在统帅堂巴伐利亚警察责令停止非法组织的游行，但是游行者继续向前，警察感到威胁，并且开火。四名警察和十六名纳粹党徒死亡，多人受伤，其中包括赫尔曼·戈林。希特勒两天后被捕，判刑五年(实际只坐牢9个月)，在狱中希特勒口述纪录他的著作《我的奋斗》。这是纳粹试图接管巴伐利亚的努力的一部分，通常称为啤酒馆暴动。 
希特勒在1932年选举上台后，统帅堂变成纳粹的圣地之一，不仅派驻卫兵，每年也举行纪念仪式悼念纳粹死者。统帅堂的形象也出现在纳粹党的血章（Blutorden）上。

## 建筑
统帅堂建於 1841 年至 1844 年間，位於慕尼黑路德維希大街南端，毗鄰普萊辛宮，位于王宮花園以東。以前，哥特式施瓦賓格門（門）佔據了那個地方。弗里德里希·馮·加特納 (Friedrich von Gärtner) 在巴伐利亞國王路德維希一世的授意下建造了统帅堂，以佛羅倫薩的 佣兵凉廊為例。
统帅堂是巴伐利亞軍隊榮譽的象徵，中间有兩位軍事領導人，约翰·蒂利和卡爾·菲利普·馮·雷德的雕像代表。前者領導巴伐利亞军队參加三十年戰爭；后者領導了反对拿破崙的解放战争。這些雕像由路德維希·施萬塔勒 (Ludwig Schwanthaler) 創作。 
1892 年，普法戰爭結束後，費迪南德·馮·米勒 (Ferdinand von Miller) 的雕塑群被添加到紀念碑的中心，代表了對法國的勝利和德國的統一。這些獅子是威廉·馮·魯曼 (Wilhelm von Rümann) 的作品，於 1906 年添加，以模仿佣兵凉廊的美第奇獅子。